# Fischbeuschelsuppe
Die Fischbeuschelsuppe, auch Wiener Karpfenbeuschelsuppe, ist eine Fischsuppe bestehend aus verschiedenen Teilen des Karpfens, insbesondere der Innereien. Es handelt sich um ein traditionelles Gericht der Wiener Küche. Beuschel bezeichnet die oberen Eingeweide eines geschlachteten Tieres.
Die Suppe ist vor allem rund um Weihnachten ein übliches Gericht.

## Zubereitung
Die Fischbeuschelsuppe wird bereits 1790 und 1810 von Gartler/Hikmann in der Kategorie Fastensuppe beschrieben.
Es gibt vielfältige Möglichkeiten der Zubereitung. Die einen empfehlen Karkassen, Kopf und Rogen vom Karpfen, der Haubenkoch Reinhard Gerer nur Filet und Rogen, verwendet aber Thymian, ein bisschen Mehl, Rotwein zum Kochen und Rotweinessig zum Abschmecken. Franz Maier-Bruck verwendet Kopf, Schwanzstück, Gräten und Rogen des Karpfen, aber auch Gräten eines Zanders, ebenfalls Thymian, Mehl und Rotwein, aber auch Sauerrahm, Zitronensaft und Petersilie. Nahezu dieselbe Rezeptur – allerdings ohne Zander-Gräten – findet sich in einem Krone-Kochbuch aus den 1960er Jahren.
Traditionell wird mit Petersilie und gerösteten Semmelwürfeln angerichtet.